# SN 2011kd
SN 2011kd – supernowa typu Ia, odkryta 29 grudnia 2011 roku w galaktyce A121455-0425. W momencie odkrycia, miała maksymalną jasność 19,7m.